# Estelle (släkt)
Estelle (franska d'Estelle) är en fransk adlig ätt, med ursprung från Marseille, och uppges härstamma från Neapel.
Ättens förste kände stamfader var Jean Francois d'Estelle, grosshandlare i Marseille.
Dennes sonsonson, Louis Paulin Victor Amadée d'Estelle, från vilken den svenska släkten Estelle härstammar, kom 1819 till Sverige för att undervisa en artonårig baron i franska på ett gods i Småland. Amadée stannade i Sverige, och fick elva barn med fyra kvinnor.
Estelle tog också värvning vid Smålands husarer och försörjde sig som godsförvaltare.

## Kända medlemmar
- Axel Estelle, uppfinnare, civilingenjör, chef för Malmö elektricitetsverk 1901-1906.[2][3]
- Rolf Estelle, författare
- Sonia Estelle, schlagersångerska